# Club Atlético River Plate 1905
Questa voce raccoglie le informazioni riguardanti il Club Atlético River Plate nelle competizioni ufficiali della stagione 1905.

## Stagione
La prima stagione effettiva del River Plate è quella del 1905: in quell'anno, infatti, la società si affiliò alla Argentine Football Association e si iscrisse alla Tercera División. Inclusa nel girone A, la prima formazione del club fu S. Zanni; Ceballos, Torrico; Bard, Moltedo, Juanich; Kitzler, Martínez, Rolón, Flores, E. Zanni.

## Maglie e sponsor
| Casa |

## Rosa
| N. |                      | Ruolo | Calciatore     |
| -- | -------------------- | ----- | -------------- |
|    | Argentina (bandiera) | P     | J. Reynoso     |
|    | Argentina (bandiera) | P     | S. Zanni       |
|    | Argentina (bandiera) | D     | D. Ceballos    |
|    | Argentina (bandiera) | D     | L. Torrico     |
|    | Argentina (bandiera) | C     | E. Argerich    |
|    | Argentina (bandiera) | C     | Leopoldo Bard  |
|    | Argentina (bandiera) | C     | V. Botteri     |
|    | Argentina (bandiera) | C     | E. Flores      |
|    | Argentina (bandiera) | C     | J. Juanich     |
|    | Argentina (bandiera) | C     | Pedro Martínez |

| N. |                      | Ruolo | Calciatore      |
| -- | -------------------- | ----- | --------------- |
|    | Argentina (bandiera) | C     | Pedro Pellerano |
|    | Italia (bandiera)    | C     | Livio Ratto     |
|    | Argentina (bandiera) | A     | E. Brandy       |
|    | Argentina (bandiera) | A     | J. Kitzler      |
|    | Argentina (bandiera) | A     | Pedro Moltedo   |
|    | Argentina (bandiera) | A     | A. Pastoriza    |
|    | Argentina (bandiera) | A     | H. Rodger       |
|    | Argentina (bandiera) | A     | Eduardo Rolón   |
|    | Argentina (bandiera) | A     | Ernesto Rolón   |
|    | Argentina (bandiera) | A     | Enrique Zanni   |

## Statistiche

### Statistiche di squadra[2]
| Competizione     | Punti | Totale | Totale | Totale | Totale | Totale | Totale | DR  |
| Competizione     | Punti | G      | V      | N      | P      | Gf     | Gs     | DR  |
| ---------------- | ----- | ------ | ------ | ------ | ------ | ------ | ------ | --- |
| Tercera División | 5     | 12     | 2      | 1      | 9      | 16     | 38     | -22 |
| Totale           | -     |        |        |        |        |        |        | -   |